# Héricourt-en-Caux
Héricourt-en-Caux és un municipi francès situat al departament del Sena Marítim i a la regió de Normandia. L'any 2007 tenia 934 habitants.

## Demografia

### Població
El 2007 la població de fet de Héricourt-en-Caux era de 934 persones. Hi havia 330 famílies de les quals 96 eren unipersonals (52 homes vivint sols i 44 dones vivint soles), 95 parelles sense fills, 111 parelles amb fills i 28 famílies monoparentals amb fills.
La població ha evolucionat segons el següent gràfic:
Habitants censats

### Habitatges
El 2007 hi havia 364 habitatges, 329 eren l'habitatge principal de la família, 24 eren segones residències i 11 estaven desocupats. 314 eren cases i 45 eren apartaments. Dels 329 habitatges principals, 205 estaven ocupats pels seus propietaris, 115 estaven llogats i ocupats pels llogaters i 9 estaven cedits a títol gratuït; 29 tenien una cambra, 10 en tenien dues, 62 en tenien tres, 79 en tenien quatre i 149 en tenien cinc o més. 248 habitatges disposaven pel capbaix d'una plaça de pàrquing. A 156 habitatges hi havia un automòbil i a 133 n'hi havia dos o més.

### Piràmide de població
La piràmide de població per edats i sexe el 2009 era:
| Homes | Edats   | Dones |
| ----- | ------- | ----- |
| 0     | 95 o +  | 0     |
| 0     | 90 a 94 | 0     |
| 4     | 85 a 89 | 0     |
| 0     | 80 a 84 | 0     |
| 20    | 75 a 79 | 24    |
| 12    | 70 a 74 | 12    |
| 16    | 65 a 69 | 32    |
| 20    | 60 a 64 | 8     |
| 12    | 55 a 59 | 16    |
| 16    | 50 a 54 | 36    |
| 40    | 45 a 49 | 32    |
| 40    | 40 a 44 | 32    |
| 16    | 35 a 39 | 24    |
| 44    | 30 a 34 | 36    |
| 12    | 25 a 29 | 36    |
| 24    | 20 a 24 | 8     |
| 52    | 15 a 19 | 48    |
| 52    | 10 a 14 | 48    |
| 20    | 5 a 9   | 32    |
| 12    | 0 a 4   | 16    |

## Economia
El 2007 la població en edat de treballar era de 623 persones, 375 eren actives i 248 eren inactives. De les 375 persones actives 342 estaven ocupades (185 homes i 157 dones) i 34 estaven aturades (12 homes i 22 dones). De les 248 persones inactives 38 estaven jubilades, 87 estaven estudiant i 123 estaven classificades com a «altres inactius».

### Ingressos
El 2009 a Héricourt-en-Caux hi havia 323 unitats fiscals que integraven 786,5 persones, la mediana anual d'ingressos fiscals per persona era de 17.077 €.

### Activitats econòmiques
Dels 46 establiments que hi havia el 2007, 3 eren d'empreses extractives, 2 d'empreses alimentàries, 1 d'una empresa de fabricació d'altres productes industrials, 3 d'empreses de construcció, 11 d'empreses de comerç i reparació d'automòbils, 1 d'una empresa de transport, 5 d'empreses d'hostatgeria i restauració, 8 d'empreses de serveis, 9 d'entitats de l'administració pública i 3 d'empreses classificades com a «altres activitats de serveis».
Dels 7 establiments de servei als particulars que hi havia el 2009, 1 era una gendarmeria, 1 fusteria, 2 lampisteries, 2 perruqueries i 1 restaurant.
Dels 6 establiments comercials que hi havia el 2009, 1 era una gran superfície de material de bricolatge, 1 una botiga de menys de 120 m², 2 carnisseries, 1 una peixateria i 1 una joieria.
L'any 2000 a Héricourt-en-Caux hi havia 15 explotacions agrícoles que ocupaven un total de 609 hectàrees.

## Equipaments sanitaris i escolars
El 2009 hi havia 1 farmàcia i 1 ambulància.
El 2009 hi havia una escola elemental.

## Poblacions més properes
El següent diagrama mostra les poblacions més properes.